# Castel di Tora
Castel di Tora is een gemeente in de Italiaanse provincie Rieti (regio Latium) en telt 303 inwoners (31-12-2004). De oppervlakte bedraagt 15,6 km², de bevolkingsdichtheid is 15 inwoners per km².

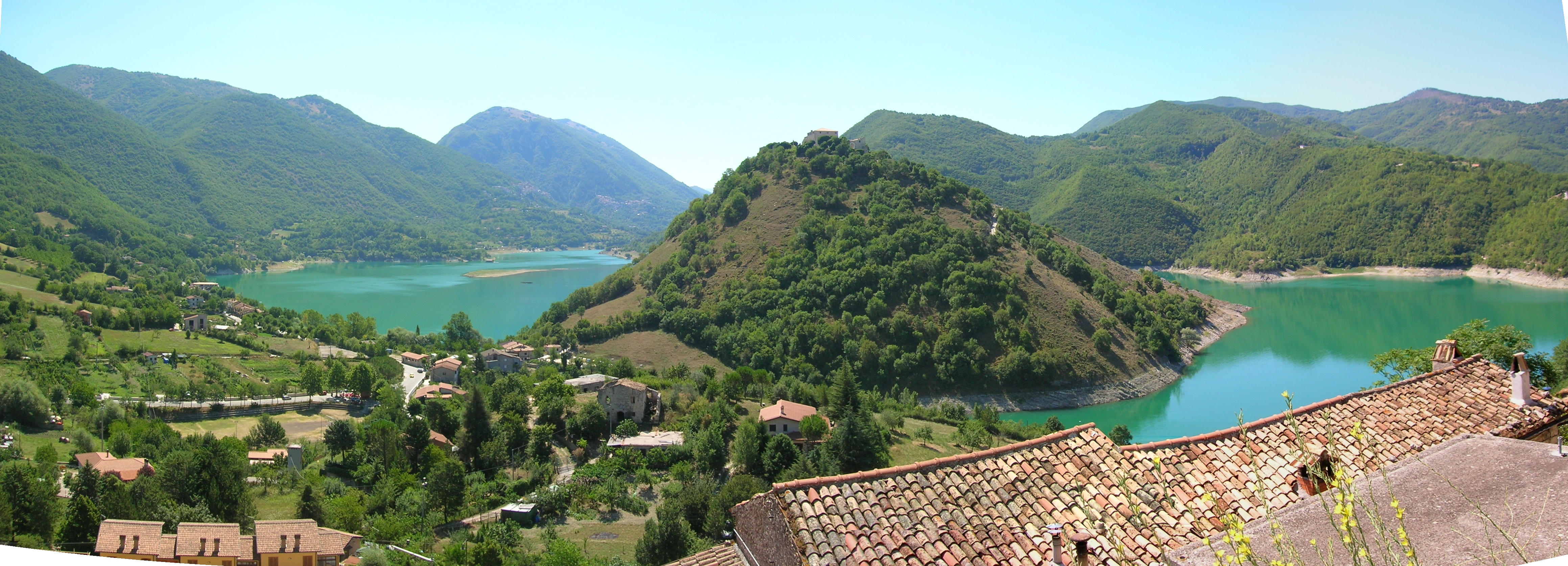
Castel di Tora
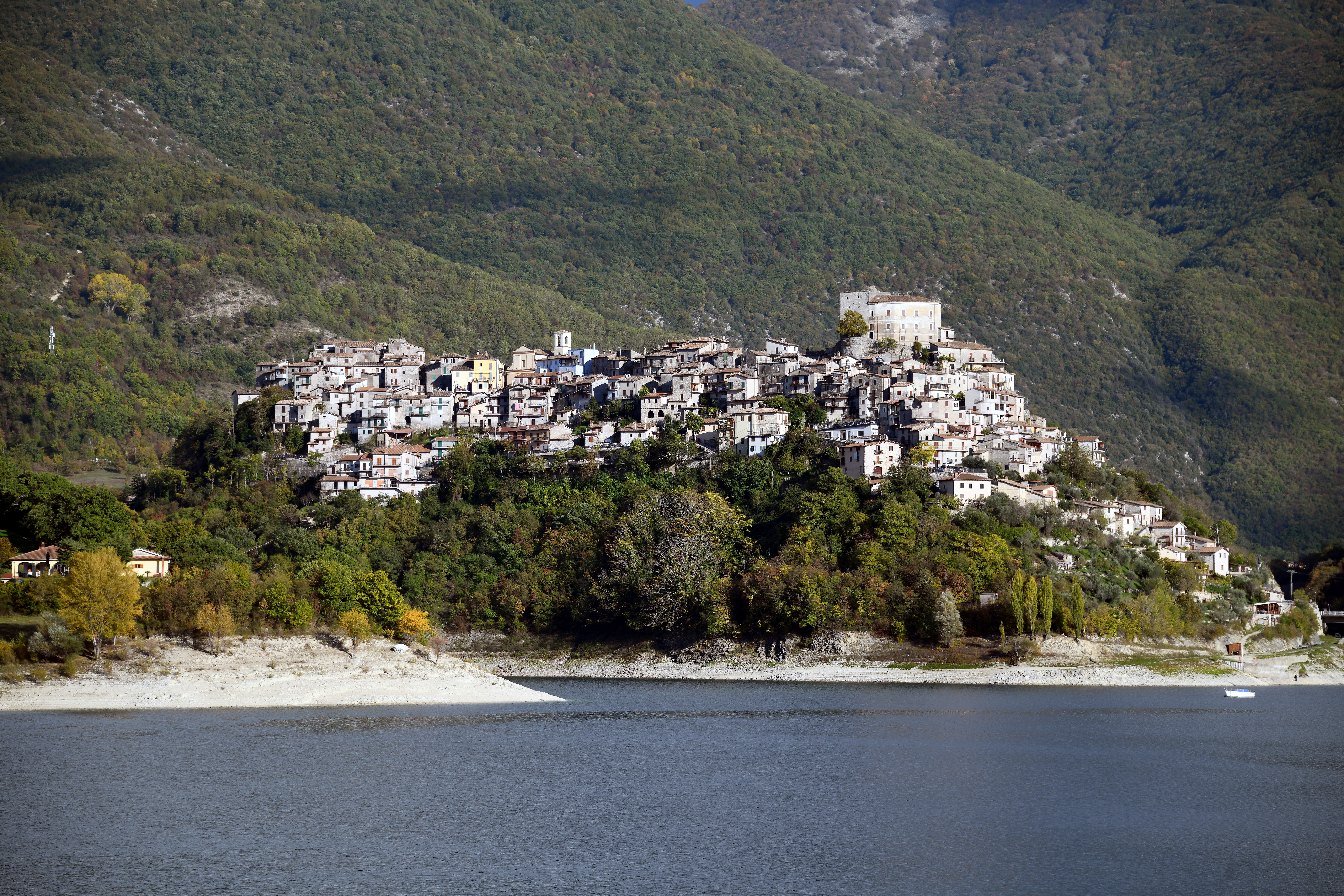
Castel di Tora
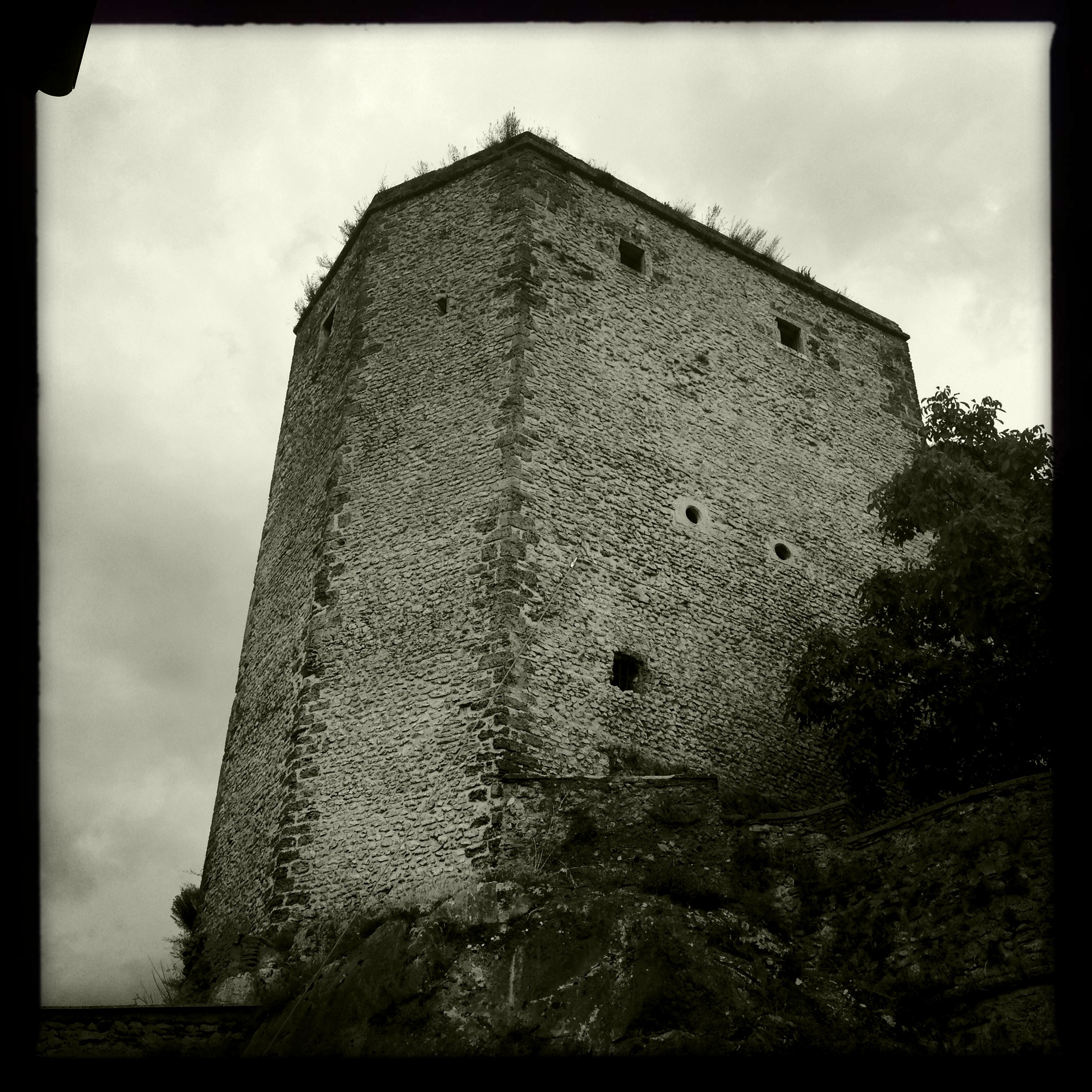
Toren van Castel di Tora
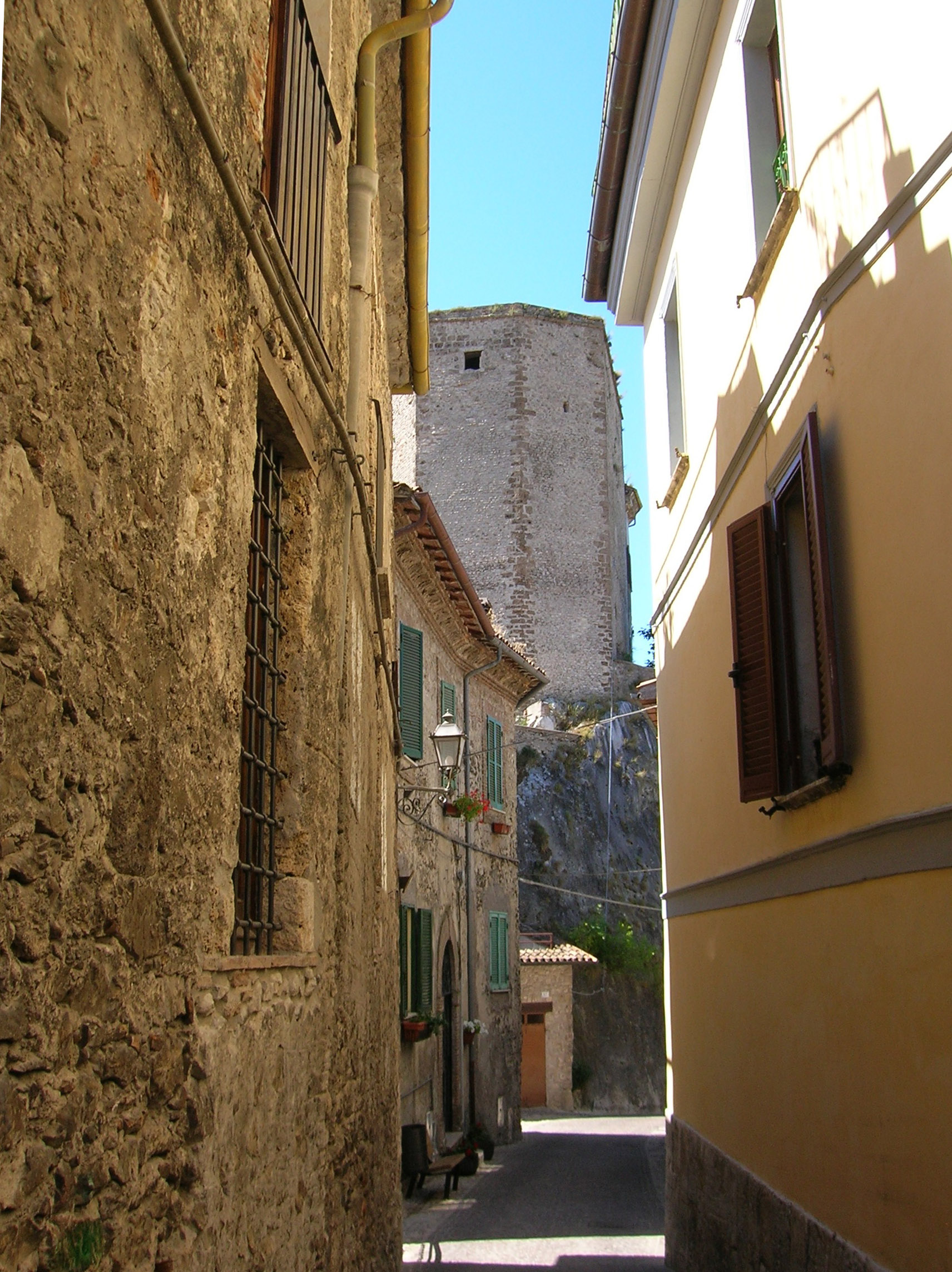
Uitzicht op de toren van Castel di Tora

## Demografie
Castel di Tora telt ongeveer 157 huishoudens. Het aantal inwoners daalde in de periode 1991-2001 met 13,3% volgens cijfers uit de tienjaarlijkse volkstellingen van ISTAT.
| Jaar | Inwoneraantal |
| ---- | ------------- |
| 1991 | 330           |
| 2001 | 286           |

## Geografie
De gemeente ligt op ongeveer 607 m boven zeeniveau.
Castel di Tora grenst aan de volgende gemeenten: Ascrea, Colle di Tora, Pozzaglia Sabina, Rocca Sinibalda, Varco Sabino.